# Остров (фильм, 2006)
«Остров» — российский художественный фильм 2006 года режиссёра Павла Лунгина. Премьера фильма состоялась 4 июня 2006 года на открытии 17-го кинофестиваля «Кинотавр». Фильм вышел в российский прокат 23 ноября 2006 года. Телепремьера 7 января 2007 года состоялась на телеканале «Россия».

## Сюжет
Великая Отечественная война, 1942 год. На Севере корабль Кригсмарине захватывает советскую баржу, перевозящую уголь. Экипаж баржи шкипер Тихон (Алексей Зеленский) и кочегар (Тимофей Трибунцев) прячется в угле, но гитлеровцы находят кочегара. После побоев кочегар выдаёт Тихона. Немцы ставят своих жертв у борта с намерением расстрелять. Кочегар, рыдая, умоляет сохранить ему жизнь, Тихон же держится спокойно и демонстративно закуривает. Германский офицер предлагает кочегару спасти свою жизнь, застрелив своего друга, и даёт ему пистолет с одним патроном. Кочегар бьётся в истерике, но всё же стреляет в Тихона, и тот падает за борт. Немцы оставляют кочегара в живых, минируют баржу и покидают её. Кочегар остаётся на заминированном судне, которое вскоре взрывается. Монахи подбирают его на берегу.
1976 год. Бывший кочегар (Пётр Мамонов) принял монашество и теперь носит имя Анатолий, работает в монастыре истопником. К нему, как к старцу, с разными нуждами и болезнями приезжают люди, так как он обладает даром прозорливости и способностью исцелять при помощи молитвы. К нему приходят самые разные люди: девушка, забеременевшая вне брака, женщина, отчаявшаяся найти своего пропавшего на войне мужа, мать мальчика-инвалида. Для каждого отец Анатолий находит правильное, хотя не всегда благостное слово.
Отец Анатолий не похож на смиренного монаха: он отступает от устава, живёт в котельной, где спит на угле, редко приходит на молитву в храм, предпочитая молиться у себя в келье, позволяет резкие слова и оскорбительные поступки по отношению к настоятелю и братии, а когда его хотят наказать за нарушение дисциплины, он хоть и кается, но делает это демонстративно, употребляя заученные библейские цитаты на церковнославянском языке, давая понять, что уставная монастырская жизнь полна формальностей. Иногда он ведёт себя как юродивый: мажет сажей ручки дверей, пускает игрушечные кораблики, бьёт без нужды в колокола, ни с того ни с сего громко запевает песни. Странностей старца Анатолия многие монахи не понимают, особенно отец Иов (Дмитрий Дюжев) — эконом монастыря, жалующийся об этом настоятелю отцу Филарету (Виктор Сухоруков): что Анатолий молится отдельно от всех, не моет лица и рук, на высокоторжественные праздники опаздывает на службу, поёт «гнусным голосом». Отец Филарет, который раньше тоже был в конфликте с отцом Анатолием, уже втайне простил его, поэтому на жалобы отца Иова он смотрит сквозь пальцы.
Анатолий отказывается от предложения отца Филарета, озабоченного состоянием здоровья кочегара, переехать в его покои. Отца Иова, который принёс ему это предложение и отругал кочегара за отказ, Анатолий просит растолковать прописную истину: за что Каин убил Авеля? Тем самым он намекает на зависть отца Иова. Позднее Иов сам признаётся, что завидует Анатолию за его дар, и они мирятся.
В келье настоятеля случается пожар. Отец Анатолий знал о предстоящем пожаре, но никому об этом не сказал, а только накануне бросил головню под ноги Филарета. Тот ничего не понял и посчитал это очередной выходкой кочегара. Приютив настоятеля после пожара, Анатолий удивляется красоте и добротности сапог архиерея, но среди ночи бросает их в печь, назвав их «Книгой грехов человеческих»: «А ты разве не знал, что на голенищах архиерейских сапог больше всего грехов умещается?». После этого он начинает изгонять бесов и чуть не губит настоятеля: закрыв дверь на замок, напускает в кочегарку дыма из печей, а когда ему становится плохо, открывает дверь и, схватив принесённое Филаретом одеяло, борется с последним затаившимся под одеялом бесом — топчет его и потом бросает в воду. После случившегося Филарет не сердится и не ругает, а напротив, благодарит Анатолия за избавление от лишних, хоть и ценных вещей и за проверку готовности принять смерть. Отец Анатолий же сам не рад своему «дару» — говорит, что все его добродетели «смердят».
Несмотря на причуды и нарушения устава, старцу не даёт покоя совершённое им во время войны преступление. Он каждый день садится в лодку и уплывает на уединённый остров, где усердно молится и кается в совершённом грехе. В последней показанной молитве он обращается к Тихону и жалуется, что устал жить с грехом на душе.
Предчувствуя скорую смерть, Анатолий сообщает Иову, что в ближайшую среду будут его похороны. Тот пытается проявить заботу и предлагает заказать дубовый гроб. Анатолий указывает, что сгодится и простой ящик, который стоит у кочегарки. Монахи опять ругаются: Иов обвиняет Анатолия в гордыне — «даже умереть без выкрутасов не можешь!» А Анатолий отвечает: «Ты ведь меня любишь, отец Иов!».
В скором времени в монастырь приезжает адмирал (Юрий Кузнецов) со своей одержимой дочерью (Виктория Исакова). В адмирале Анатолий узнаёт шкипера Тихона, в которого во время войны стрелял, но не показывает вида; Тихон не узнаёт бывшего товарища и просит отца Анатолия помочь его дочери: никакие врачи не помогают, он почти отчаялся. Анатолий везёт девушку на свой остров и отчаянной молитвой изгоняет из неё беса.
После адмирал приходит благодарить отца Анатолия, но тот приглашает адмирала исповедаться и отводит к себе в кочегарку, где за кружкой чая сам рассказывает о том, как в молодости стрелял в человека и теперь не знает, жив ли он. Ошарашенный адмирал узнаёт и успокаивает бывшего кочегара, не сказав, что это случилось именно с ним: выстрел ранил «того человека» в руку, он сумел продержаться на всплывшей от взрыва доске, выплыть и спастись. Анатолий раскрывается и просит у Тихона прощения. Тихон говорит, что давно простил своего неудавшегося убийцу. Душа Анатолия спокойна.
Отец Иов исполняет просьбу — в кочегарку приносят тот самый ящик, ошкуренный и покрытый лаком, с крестом на крышке. Иов хвалится, что гроб получился на славу, «хоть вместо буфета в дом ставь». Отец Анатолий шутя ругает отца Иова: «Я гроб просил, а ты мне принёс буфет». Отец Иов пытается загладить свою вину и трёт гроб углём. Отец Анатолий тем временем переодевается в последнюю имевшуюся у него чистую одежду — крестильную рубашку, ложится в гроб и просит отца Иова пойти и сказать братии, что он скончался. Отец Иов бежит к колокольне и бьёт в колокола, оповещая о смерти старца.
Гроб с телом монаха везут в лодке на его остров.

## В ролях
| Актёр             | Роль                                               |
| ----------------- | -------------------------------------------------- |
| Пётр Мамонов      | отец Анатолий                                      |
| Виктор Сухоруков  | отец Филарет настоятель монастыря                  |
| Дмитрий Дюжев     | отец Иов Эконом монастыря                          |
| Юрий Кузнецов     | Тихон Петрович адмирал                             |
| Виктория Исакова  | Настя дочь адмирала                                |
| Нина Усатова      | жена тяжелобольного Михаила, считавшая себя вдовой |
| Яна Есипович      | беременная девушка                                 |
| Ольга Демидова    | женщина с ребёнком                                 |
| Тимофей Трибунцев | молодой Анатолий                                   |
| Алексей Зеленский | молодой Тихон                                      |
| Гриша Степунов    | Ваня ребёнок                                       |
| Сергей Бурунов    | адъютант                                           |
| Виктор Николашин  | монах                                              |

## Съёмочная группа
- Автор сценария: Дмитрий Соболев
- Режиссёр: Павел Лунгин
- Режиссёрская группа:
  - Соня Массон
  - Анна Мачильская
  - Алексей Шихатов
- Продюсеры:
  - Павел Лунгин — генеральный продюсер
  - Сергей Шумаков — генеральный продюсер
  - Ольга Васильева — продюсер
- Оператор-постановщик: Андрей Жегалов
- Художники-постановщики:
  - Игорь Коцарев
  - Александр Толкачёв
- Композитор: Владимир Мартынов
- Звук:
  - Стефан Альбине
  - Владимир Литровник
- Монтаж: Альбина Антипенко
- Художник-гримёр: Валерия Никулина
- Костюмы: Екатерина Дыминская
- Директор картины: Вадим Корюзлов

## Создание фильма
Сценарий фильма написал выпускник ВГИКа Дмитрий Соболев, который стал его дипломной работой. Как отмечал сценарист: «У меня в жизни был период, когда я читал теологическую литературу, пытаясь что-то понять для себя. В принципе это второй сценарий, связанный с православием. В первом сценарии был священник православный. Поэтому идея вынашивалась долго, пока не созрела эта схема искушения, покаяние и прощение. После этого всё и случилось. Я читал жития многих подвижников и в основу образов главного героя легли Феофил Печерский и Севастьян Карагандинский». Позже агент отправил сценарий Павлу Лунгину. Приступая к работе над фильмом, Лунгин объявил, что без Мамонова он не будет снимать «Остров»: «Он — человек безграничного таланта, и я бы назвал его — редчайшее существо. Мы все относимся к каким-то категориям, классам. А он вне всего — один такой…».
Место для съёмок «Острова» киногруппа подбирала долго. Было четыре экспедиции: съёмочная команда проехала по Мурманской области, побывала на Ладоге, Онежском озере, в Кижах, на Псковских озёрах. Ни один из действовавших в тех местах монастырей не подошёл режиссёру, так как ему требовался «маленький, заброшенный скит, а все современные монастыри — это огромные, обнесённые высокими стенами города». Во время пятого выезда натура нашлась — это было окраина маленького посёлка Рабочеостровск на побережье Белого моря в Карелии. Подошло всё: и пейзаж, который отвечал замыслам сценариста и художника, и естественные декорации. Вокруг — море, в котором разбросаны острова. На суше — старая навигационная башня, полузаброшенные домики. Островом стал полуостров, соединённый с материком небольшим перешейком. Съёмочная группа поселилась в туркомплексе «Причал» на берегу Белого моря, где провела в общей сложности два месяца.
На берегу стояла старая навигационная башня, заброшенные дома и сараи. Котельную отца Анатолия устроили в помещении старого таможенного поста, построили несколько «келий» на территории Соловецкого подворья. В картине действие происходит на острове, к которому добраться можно только по морю. Согласно сценарию, миряне должны плыть с материка плывут в больших лодках; лодки директор фильма привёз из Псковской области — настоящие, очень тяжёлые, раритет. Однако они протекали, и рабочим приходилось из них воду вычерпывать, чтобы не пошли ко дну. Башню преобразили в колокольню, барак без крыши превратили в церковь: надстроили купола, подлатали, внутри «выпилили» стены, чтобы получилось единое пространство. Храм и кельи монахов строили из старых брёвен, привозя их с материка. Особое значение для режиссёра имела затопленная деревянная баржа, к которой была привязана вся декорация монастыря. По рассказу режиссёра, баржа, скорее всего, осталась от заключённых: «она старая, с коваными гвоздями — явно двадцатые годы». Для съёмок были задействованы экспонаты из кемского музея «Поморье».
Перед началом работы в картине актёр получил благословение у своего духовника. Кроме того, со съёмочной группой в качестве консультанта был насельник Донского монастыря иеромонах Косма (Афанасьев), которого позвал на съёмки Мамонов. Он до принятия монашества сам был актёром, и снимался в массовке в фильме «Такси-блюз». По словам иеромонаха Космы: «Времени отводилось мало: все съемки были сжаты в 40 дней, поскольку и бюджет выделялся более чем скромный. Когда мы туда ехали, было чувство, что какая-то ерунда в итоге будет, ничего не получится. Настроение у съёмочной группы было такое, будто всё сведется к хохме: КВН, да и только». В первый день съёмок иеромонах Косма отслужил молебен. По словам Павла Лунгина, исполнитель главной роли Пётр Мамонов «в большой степени играл самого себя».
Снимать пришлось быстро. Нужно было успеть завершить съёмки прежде, чем Белое море покроется льдом. Съёмки начались в октябре, а закончились в первых числах декабря 2005 года. По словам иеромонаха Косьмы: «стали снимать, и потихонечку точно пазл стал складываться. Там, на севере, природа потрясающая: размах такой, тишина, сосредоточенность. Сам дом, где живет отец Анатолий, которого играл Пётр, был в свое время карцером. Через это помещение пыток прошло огромное множество людей, многие были тут умерщвлены. Рядом со съёмочной площадкой могилы — там, как на Бутовском полигоне, десятки тысяч захоронены. Всё всюду — на мощах. Близость Соловков. Место намоленное. Это всё, конечно, не могло не повлиять. А еще мы там очень боялись холодов. Но вот съемки идут, а морозов, несмотря на все метеосводки и климатический календарь тех широт, всё нет и нет. Милость Божия. Местные жители уже все лодки повытаскивали, чтобы лед их не сковал, а температура держится приемлемая… Только уже в конце, когда снимали последнюю сцену (где отец Анатолий отчитывает бесноватую), вдруг снег пошёл. И это художественно оказалось очень точным акцентом, символизирующим очищение-обновление жизни ранее порабощённого тёмной силой человека».
В 2007 году режиссёр Павел Лунгин сказал про съемочный процесс: «Мы жили <…> на окраине рабочего посёлка в маленькой пустой гостинице. Там есть причал, откуда уходят корабли на Соловецкие острова. Зимой, конечно, они уже не ходили. Оттуда в своё время отправляли заключённых в лагеря. Это места, надышанные и первой русской святостью, подвижниками, монастырями и в то же время политые кровью безвестных мучеников советских времён. Там осталась колючая проволока, ржавые рельсы. Та баржа, которую мы затопили в картине, тоже сохранилась с тех времен. Именно на таких баржах заключенных увозили на Соловки. Поэтому место это для нас было особое. На протяжении съёмок у нас в группе было чудесное ощущение общности, никто чужой к нам не приходил. Воспоминания остались у нас очень счастливые. Актёры играли лучше, чем всегда. Оператор Андрей Жегалов совершил какой-то колоссальный прорыв и снял так, как он не снимал никогда. Все вместе мы сделали больше, чем мог каждый из нас по отдельности. Такое бывает раз в жизни. И я счастлив, что в моей жизни это произошло».
Лишь пять дней съёмки велись вне Рабочеостровска. Военные сцены отсняли на Волге, под Дубной; по словам директора картины Вадима Корюзлова, «снимали ночью, чтобы не было видно, что это не море, а река». Сцену, где Настя со своим отцом Тихоном едут в поезде, снимали на Рижском вокзале в Москве.
Съёмочная группа оставила все декорации в Рабочеостровске. И возведённые для фильма мостки, по которым Мамонов катил тачку с углём, и хозяйственные постройки, и перестроенный в церковь старый барак (соляная изба), который вопреки слухам, освящать не стали. После съёмок данная декорация стала достопримечательностью: от рабочеостровского причала до бывшей съёмочной площадки «Острова» — минут пятнадцать пешком, и в ожидании рейса до Соловков сюда приходили и туристы, и паломники. Через некоторое время после окончания съёмок под там поселился некий Виктор, туристам представлявшийся отцом Варсонофием и называвший себя отшельником. На самом деле Виктор монахом не был — просто жить негде. Здание после отъезда киношников начало ветшать, и какое-то время «отец Варсонофий» его поддерживал в порядке. Брал за экскурсию скромное подношение. Все построенные для фильма мостки, на тот островок были разрушены во время сильной бури и унесены в Белое море. 8 июня 2021 года сгорела дотла импровизированная церковь. Жертв и пострадавших не было.

## Награды и достижения
4 июня 2006 года «Остров» открыл 17-й Открытый фестиваль «Кинотавр», проходивший с 4 по 12 июня в Сочи. Фильм при этом не участвовал в соревновании за премии.
Фильм был показан 27 августа 2006 года в Доме кино в рамках IV фестиваля российского кино «Московская премьера», прошедшего с 25 августа по 2 сентября 2006 года. На закрытии фестиваля «Остров» получил гран-при за лучший фильм и приз зрительских симпатий. Судьбу главного приза определили зрители и их мнение совпало с оценкой общественного жюри, в которое вошли представители разных видов искусства. Члены этого жюри приз за лучшую мужскую роль присудили актёру Петру Мамонову, исполнителю главной роли в картине «Остров». После того как «Остров» получил Гран-при «Московской премьеры», прокатчики решили значительно увеличить число прокатных копий фильма.
9 сентября 2006 года фильм был показан во внеконкурсной программе на закрытии 63-го Венецианского кинофестиваля, чего ранее не удостаивался ни один российский фильм. По словам актёра Виктора Сухорукова, итальянцы-католики плакали и по окончании сеанса долго не отпускали Петра Мамонова, который исполнил роль главного героя.
14 ноября 2006 года фильм «Остров» открыл Х Международный кинофестиваль духовного кино «Третье тысячелетие», прошедший с 14 по 19 ноября в римском кинотеатре «Треви». Смотр проходил под эгидой Совета по культуре Ватикана.
24 ноября 2006 года на XI Международном фестивале православных кино- и телепрограмм «Радонеж», прошедшем в Патриарших палатах Московского Кремля, «Остров» был единогласно признан лучшим православным игровым фильмом года. Патриарх Московский и всея Руси Алексий II, посмотревший этот фильм, пожелал лично встретиться с создателями фильма «Остров» и наградить их патриаршими грамотами. 29 ноября 2006 года режиссёр фильма Павел Лунгин, сценарист Дмитрий Соболев, актёры Виктор Сухоруков, Пётр Мамонов, а также консультант фильма иеромонах Косма (Афанасьев) из Донского монастыря побывали на приёме у патриарха Алексия II в его рабочей резиденции в Москве. Патриарх Алексий II поблагодарил создателей фильма «Остров» за обращение к православной тематике, отметив её актуальность для современного российского общества: «Это первое обращение нашего российского кинематографа на широком экране к христианской теме, монастырской жизни, к таким вещам, как покаяние, смирение. Всё это вызвало большой интерес». Патриарх Алексий II отметил, что, затронув темы монашества, смирения, юродства, создатели фильма «справились с этим блестяще». Павел Лунгин назвал «счастливейшим и прекраснейшим мгновением», когда фильм был выпущен, и сказал, что сегодня картина имеет успех, а залы заполнены. Мамонов сказал патриарху, что если в результате просмотра фильма хотя бы один человек из десяти тысяч пойдёт в храм, «значит, мы свою задачу выполнили».
26 ноября 2006 года на XIV фестивале российского кино в Онфлёре (Франция) картина завоевала приз зрительских симпатий и специальный приз жюри. Исполнитель главной роли Пётр Мамонов получил приз за лучшую мужскую роль.
7 января 2007 года на Рождество (по юлианскому календарю) на телеканале «Россия» состоялась телепремьера фильма. Как сообщили в пресс-службе телеканала «Россия», доля всех посмотревших фильм телезрителей от 18 лет и старше по стране составила 41,5 %, что было самым высоким показателем среди всех программ и фильмов в период новогодних каникул и уступало лишь новогоднему поздравлению президента России.
24 января 2007 года в Москве Мамонов получил премию «Своя колея» за роль в фильме Павла Лунгина «Остров». Ему вручили почётную медаль с профилем Владимира Высоцкого.
27 января 2007 года фильм собрал шесть премий «Золотой орёл» — «Лучший фильм года», «Лучшая мужская роль второго плана» (Виктор Сухоруков), «Лучшая мужская роль» (Петр Мамонов), «Лучший режиссёр» (Павел Лунгин), «Лучший сценарий» (Дмитрий Соболев), «Лучшая операторская работа» (Андрей Жегалов, посмертно). Всего у картины было 8 номинаций. На церемонии вручения «Золотого орла» Мамонов ввёл собравшуюся праздную публику в оцепенение, появившись на сцене в простой вязаной кофте, потёртых джинсах и дешёвых кроссовках. Получая награду, произнёс обличительную речь, шокировав светскую тусовку: рассказал о смерти оператора Андрея Жегалова, подверг резкой критике беспечность современного российского общества, отметив подмену ценностей, аморальность игорного бизнеса и ежегодные убийства миллионов детей. Власть, по его мнению, в этой плачевной ситуации ничего не сможет сделать, и если мы сами сейчас не одумаемся, то наши внуки будут подсобными рабочими на нефтяной скважине у хозяина китайца. На «Первом канале» речь практически полностью вырезали, но в прессе она произвела заметный резонанс, цитаты из неё были опубликованы в газетах «Коммерсант», «Известия», «Эксперт» и др. Известная журналистка Ирина Петровская назвала Мамонова персоной месяца, а сетевой журнал «Бунтарь» включил это эпатажное выступление в «топ-10 бунтарских поступков 2007 года».
2 февраля 2007 года были оглашены результаты голосования кинопремии «Жорж» за 2006 год. Результаты строились на основе интернет-голосования кинозрителей, а не специалистов киноиндустрии. Фильм «Остров» был признан лучшим российским фильмом, а Пётр Мамонов — лучшим российским актёром.
23 марта 2007 года в Театре Российской армии прошла церемония награждения кинопремии «Ника». Фильм собрал шесть премий: «Лучший фильм года», «Лучшая мужская роль второго плана» (Виктор Сухоруков), «Лучшая мужская роль» (Петр Мамонов), «Лучшая режиссёрская работа» (Павел Лунгин), «Лучшая операторская работа» (Андрей Жегалов, посмертно), «Лучшая работа звукорежиссёра» (Стефан Альбине, Владимир Литровник, Степан Богданов). Всего фильм был представлен в 8 номинациях.
31 мая 2007 года в Кисловодске были подведены итоги XVI Международного кинофорума «Золотой  Витязь», согласно которым фильму «Остров» был присуждён гран-при фестиваля, а Пётр Мамонов удостоен награды за лучшую главную мужскую роль.

## Оценки и влияние
Михаил Швыдкой на премьере картины на «Кинотавре» отметил, что у него «сложное отношение к этой картине. Ее делал безусловный мастер и проблема, поставленная в „Острове“, в высшей степени существенна для человеческого бытия. Кроме того, в фильме прекрасные актёрские работы, и все же у меня есть некоторые вопросы — как к сценарию, так и к картине в целом. Мне кажется, что сама история сочинена, скорее, для нравоучения. А когда так происходит, когда сюжет подгоняется под заранее сформулированную мораль, то актёр вынужден спасать некоторую искусственность конструкции. Конечно, Мамонов спасает почти всё. И тем не менее, мне кажется, что картина более мастерская, нежели искренняя: в ней больше умствования, чем любви и простоты. <…> То, что Лунгин сделал такую картину, все-таки правильно. Ведь сегодня европейский мир испытывает тяжелейший мировоззренческий кризис, кризис ренессанских ценностей вышел сегодня на новый виток. И режиссёр всерьез пытается разобраться с тем, что является главным в исканиях любого современного европейского интеллигента».
По словам спортивного комментатора Владимира Маслаченко: «Даже не глядя другие фильмы, лучшим актером можно сразу называть Петра Мамонова. Заслуга Лунгина в том, что он его пригласил на роль. А то, как он сыграл, — внутреннее состояние самого Мамонова: он ничего не играл, он такой яркий, глубокий человек в действительности. Считаю „Остров“ искусством ради искусства: собрались трое творцов — режиссёр, оператор, Мамонов — и создали шедевр. Но это не умаляет достоинств других фильмов. Они тоже яркие и самобытные. Главное — эти качества не разменивать на образчики западного искусства».
Протоиерей Георгий Митрофанов отметил, что фильм у него оставил «глубокое, но в то же время очень двойственное впечатление»: «Главный герой постоянно эпатирует официальную Церковь, но у меня возникает вопрос: а что может предложить он сам? Иными словами, этот фильм очень легко может вызвать у зрителя ощущение, что некое индивидуальное, харизматическое христианство намного выше традиционной церковности. Безусловно, такой путь свойственен некоторым святым в разные времена, но предлагать его через кинематограф как единственный образец, достойный подражания — значит покушаться на устои. И я считаю, что это — очень опасный и искусительный ход режиссёра».
Протоиерей Александр Степанов, главный редактор радио Санкт-Петербургской митрополии «Град Петров» отметил: «Что ожидают сейчас от Церкви люди, которые ещё не пришли в неё и не живут церковной жизнью? Они ожидают ярких чудес, изгнания бесов и других знамений, целый набор которых мы и видим в фильме. Христос здесь как-то не подразумевается. Не Его ищут в монастыре те, кто туда приезжает, и не Его открывает им старец Анатолий. Так же можно было бы приезжать к экстрасенсу. Меня как священника настораживает такой православный монастырь. В то же время мне показался интересным образ старца Анатолия. Он показан не благостным светящимся преподобным (пусть даже и юродствующим), а очень реальным, в чем-то страстным, внутренне не успокоенным, колючим человеком. И в то же время творит чудеса. Возможно ли такое?».
По мнению протоиерея Михаила Дудко, «Сила воздействия на зрителей фильма Павла Лунгина велика, его художественные качества многими, в том числе церковными людьми, оцениваются весьма высоко». Как отметил епископ Игнатий (Депутатов): «после этого фильма большое количество людей пришли в Церковь и многое осознали. Когда я был священником, на исповеди многие говорили, что обратились к вере под влиянием фильма „Остров“. Знаю даже людей, которые приняли монашество после просмотра этого фильма».
Сам режиссёр фильма Павел Лунгин сказал, что картина «Остров» — «это фильм о Боге, стыде, грехе, преступлении. Но это ещё и попытка рассказать о том, как это мучительно больно — быть человеком. И как необходимо им быть». Лунгин также отмечал, что «Остров» в чём-то продолжает «Покаяние» Тенгиза Абуладзе и «Цареубийцу» Карена Шахназарова, но он более камерный и в большей мере обращён к отдельному человеку, нежели к обществу в целом.
Фильм повлиял на жизнь Петра Мамонова. После «Острова» его популярность резко возросла, его персоной заинтересовались многие люди, которые до этого вообще не знали о существовании такого артиста и его группы «Звуки Му». Когда фильм показали по федеральному каналу «Россия», зрительский рейтинг поднялся до 41 %, что сопоставимо с новогодними обращениями президента. Возникшую в те годы эйфорию вокруг Мамонова хорошо описал приближённый к нему музыкальный критик Артемий Троицкий: «Пете не позавидуешь. Самое ужасное, что, когда фильм получил какое-то благословение от Русской православной церкви, в деревню, где он живёт, потянулись хромые, слепые, сирые и убогие — в искренней надежде, что он их вылечит. Так что Петя сейчас находится в лёгкой осаде. Может быть, это паломничество уже проходит, но ситуация тяжёлая. А с другой стороны, я не могу поставить Петру эту ситуацию в вину, потому что свою роль в фильме он сыграл честно, оттого такой иконой юродивой и стал». На волне успеха режиссёр Павел Лунгин позвал артиста в свой фильм «Царь» (2009) играть главную роль царя Ивана IV Грозного.